# Serie A 1948-1949 (pallacanestro maschile)
La Serie A 1948-1949 è stata la ventisettesima edizione del massimo campionato italiano di pallacanestro.
La Federazione Italiana Pallacanestro decise di unire i due gironi da otto squadre in un unico girone all'italiana di dodici squadre, così come si giocava prima della seconda guerra mondiale. Vennero ammesse le prime cinque dei due gironi, una squadra promossa dalla Serie B (Gira Bologna) e il San Giusto Trieste, ripescato. La vittoria valeva due punti ed era previsto il pareggio, che valeva un punto.
La Virtus Bologna vinse il suo quarto scudetto consecutivo, concludendo il campionato davanti alla Pallacanestro Varese e alla Borletti Milano.

## Classifica
|  |     | Classifica finale 1948-1949 | Pt | G  | V  | N | P  | PtF | PtS |
|  | --- | --------------------------- | -- | -- | -- | - | -- | --- | --- |
|  | 1.  | Virtus Bologna              | 36 | 22 | 18 | 0 | 4  | 737 | 594 |
|  | 2.  | Pallacanestro Varese        | 32 | 22 | 15 | 2 | 5  | 676 | 565 |
|  | 3.  | Borletti Olimpia Milano     | 25 | 22 | 12 | 1 | 9  | 641 | 658 |
|  | 4.  | Pallacanestro Gallaratese   | 25 | 22 | 12 | 1 | 9  | 681 | 675 |
|  | 5.  | Reyer Venezia               | 23 | 22 | 10 | 1 | 11 | 637 | 619 |
|  | 6.  | Gira Bologna                | 21 | 22 | 10 | 1 | 11 | 650 | 673 |
|  | 7.  | Ginnastica Triestina        | 20 | 22 | 10 | 0 | 12 | 707 | 698 |
|  | 8.  | Pallacanestro Pavia         | 20 | 22 | 10 | 0 | 12 | 704 | 731 |
|  | 9.  | Ginnastica Roma             | 19 | 22 | 9  | 1 | 12 | 660 | 695 |
|  | 10. | AP Napoli                   | 18 | 22 | 9  | 0 | 14 | 652 | 712 |
|  | 11. | Itala Gradisca              | 17 | 22 | 8  | 1 | 13 | 615 | 632 |
|  | 12. | San Giusto Trieste          | 8  | 22 | 4  | 0 | 18 | 568 | 802 |

### Risultati
| Risultati                 | BM    | PG    | GB    | IG    | PN     | PP    | RV    | GR    | ST    | GT    | PV    | VB    |
| ------------------------- | ----- | ----- | ----- | ----- | ------ | ----- | ----- | ----- | ----- | ----- | ----- | ----- |
| Borletti Olimpia Milano   |       | 39-42 | 26-26 | 33-32 | 30-23  | 35-26 | 23-22 | 29-26 | 41-27 | 34-30 | 18-25 | 28-32 |
| Pallacanestro Gallaratese | 28-24 |       | 33-19 | 35-20 | 38-28  | 36-21 | 26-27 | 30-23 | 31-22 | 36-31 | 27-24 | 28-3  |
| Gira Bologna              | 43-30 | 38-43 |       | 29-25 | 50-41  | 35-32 | 23-20 | 41-27 | 41-25 | 22-20 | 26-31 | 36-33 |
| Itala Gradisca            | 25-28 | 26-26 | 39-20 |       | 38-23  | 34-18 | 14-26 | 35-28 | 30-24 | 33-24 | 37-33 | 30-36 |
| AP Napoli                 | 24-36 | 54-38 | 17-22 | 19-18 |        | 59-40 | 27-22 | 25-21 | 37-32 | 29-23 | 27-30 | 25-31 |
| Pallacanestro Pavia       | 29-25 | 46-29 | 48-31 | 37-31 | 32-35  |       | 43-39 | 29-25 | 42-32 | 45-30 | 24-15 | 36-39 |
| Reyer Venezia             | 26-18 | 26-25 | 34-24 | 23-21 | 36-35* | 18-25 |       | 41-36 | 33-27 | 50-40 | 24-28 | 30-23 |
| Ginnastica Roma           | 39-41 | 29-31 | 32-28 | 38-32 | 39-33  | 35-24 | 35-29 |       | 32-30 | 36-34 | 20-20 | 21-20 |
| San Giusto Trieste        | 38-43 | 43-35 | 31-32 | 29-32 | 41-32  | 34-24 | 45-48 | 40-29 |       | 33-37 | 23-33 | 37-42 |
| Ginnastica Triestina      | 36-25 | 31-30 | 28-21 | 38-25 | 32-16  | 37-33 | 24-15 | 28-28 | 46-32 |       | 32-37 | 39-33 |
| Pallacanestro Varese      | 39-30 | 39-19 | 31-30 | 37-17 | 34-28  | 43-22 | 24-24 | 30-22 | 34-23 | 35-29 |       | 34-39 |
| Virtus Bologna            | 24-37 | 35-25 | 38-33 | 38-21 | 48-16  | 42-18 | 16-11 | 45-29 | 40-30 | 29-20 | 34-20 |       |

- Reyer Venezia - Pallacanestro Napoli risultato omologato 34-35

## Altre statistiche

### Classifica dei marcatori
|  | Punti | Marcatore        | Squadra              |
|  | ----- | ---------------- | -------------------- |
|  | 238   | Agostino Miliani | San Giusto Trieste   |
|  | 191   | Giovanni Miliani | Olimpia Milano       |
|  | 168   | Radici           | Ginnastica Triestina |

## Verdetti
- Campione d'Italia:  Virtus Bologna

Formazione: Gianfranco Bersani, Dario Bertoncelli, Sergio Ferriani, Giancarlo Marinelli, Carlo Negroni, Renzo Ranuzzi, Luigi Rapini, Rinaldo Rinaldi, Paride Setti, Venzo Vannini, Dario Zucchi, Dino Zucchi. Allenatore: Renzo Poluzzi.
- Retrocessioni in serie B: San Giusto Trieste, Itala Gradisca.
- Ripescaggi: Itala Gradisca successivamente ripescata per l'allargamento dei campionati.